# 乳交
乳交（mammary intercourse），又称奶交、打奶砲、半身性交，是一种前戏或后戏的非插入式性行为的性動作，由女性乳房與男性阴茎之間的接觸而幫助其性興奮。

## 方式

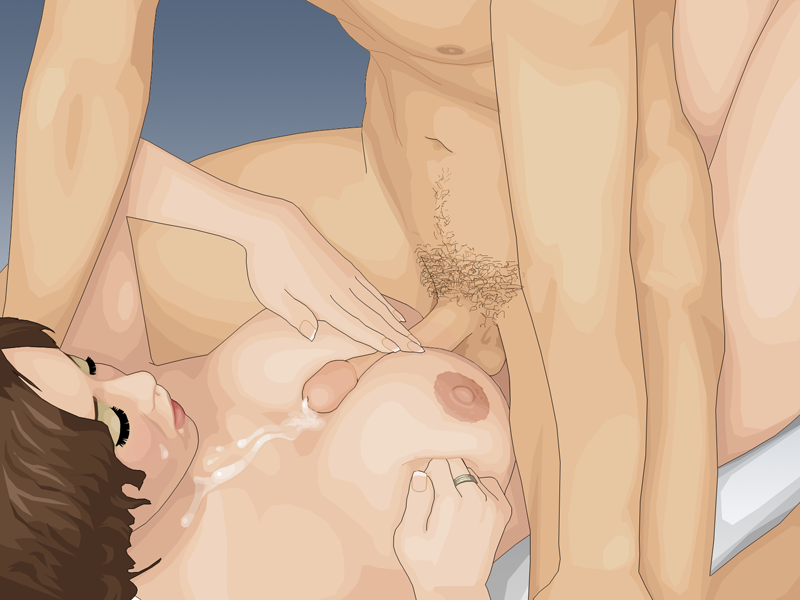
乳交示意图

乳交涉及将男性勃起的阴茎放入乳沟中，而乳房围绕阴茎周围挤压，从而刺激阴茎。人们往往会在乳交前，在女性的胸部涂满润滑油。
英國科學家亚历克斯·康福特認為，乳房敏感的女性可以在乳交时体验性高潮。乳交是九種可取代插入式性行为的性行为中的一種，可以与阴茎口交共同进行。女性可以将乳房上下推动，從而增加對阴茎的刺激程度。
由于乳交是非插入式性行為，所以感染性传播疾病的风险比較低，这是因为性传播疾病是通过黏膜与尿道球腺液或者精液的直接接触而传染。人类免疫缺陷病毒也需要直接接触，因此不太可能通过乳交传播。在一份针对新西兰性工作者的避孕套使用习惯的调查显示，对于拒绝使用避孕套的顾客，性工作者则提供各种安全性行为替代阴道性交。一名性工作者表示，乳交也是其中一种替代方式；而擁有巨乳的女性與男性乳交，感覺允同插入式性行為。
乳交被部分人认为是一种变态行为。然而，弗洛伊德认为，这些性兴趣的扩展介于正常范围，除非是坚持只进行乳交，拒绝其他性接触的方式。

## 俚语
在美国，乳交被称为、或；而在英国被称为或——后者可追溯到1930年代；更诙谐的说法是“乳房小巷之旅”（a trip down mammary lane）。
日本性产业使用Paizuri（日语：パイズリ）一词；“ pai”指“ oppai”（乳房的俚语），而“ zuri”指“ zuri”（摩擦）。

## 注脚
1. 1 2  Alex Comfort, The Joy of Sex (1972) p. 67-9
2. ↑  Alex Comfort, The Joy of Sex (1972) p. 69 and p. 175
3. ↑  Alex Comfort, The Joy of Sex (1972) p. 176
4. ↑  Kelly, Jeffrey A. . Family Relations. 1995-10, 44 (4): 345  [2020-09-29]. ISSN 0197-6664. doi:10.2307/584989. （原始内容存档于2020-10-20）.
5. ↑  Woods, 1996, in Davis, pages 125-127
6. ↑  Clifford Allen, A Textbook of Psychosexual Disorders (1969) p. 200
7. ↑  Sigmund Freud, On Sexuality (PFL 7) p. 65 and p. 75
8. ↑  Godson, page 96.
9. ↑  M. S. Morton, The Lover's Tongue (2003) p. 187
10. ↑  Bacarr, 2004, p. 150.
11. ↑  Constantine, 1992, p. 110.